# Christopher Martins
Christopher Martins (Luxembourg, 1997. február 19. –) luxemburgi válogatott labdarúgó, az orosz Szpartak Moszkva középpályása.

## Pályafutása

### Klubcsapatokban
Martins Luxembourgban született. Az ifjúsági pályafutását a helyi Racing FC akadémiájánál kezdte.
2012-ben mutatkozott be a Racing FC felnőtt csapatában. Fél évvel később a francia Lyonhoz igazolt. 2013-ban debütált a tartalékcsapatban, majd 2017-ben az első csapatban. A Ligue 1-ben először 2017. szeptember 10-ei, a Guingamp ellen 2–1-re megnyert mérkőzésen az 51. percben Jordan Ferri cseréjeként lépett pályára. A következő két szezonban kölcsönjátékosként a Bourg-en-Bresse és a Troyes csapatánál szerepelt.
2019. július 1-jén négy éves szerződést kötött a svájci Young Boys együttesével. Martins a 2019. július 28-ai, Neuchâtel Xamax elleni mérkőzésen debütált. Első gólját 2020. július 15-én, a Servette ellen 4–2-re megnyert találkozón szerezte.
2022. január 31-én kölcsönben az orosz Szpartak Moszkva csapatához szerződött. Először a 2022. február 26-ai, CSZKA Moszkva ellen 2–0-ra elvesztett mérkőzésen lépett pályára. Első gólját 2022. március 19-én, a Nyizsnyij Novgorod ellen 1–1-es döntetlennel zárult találkozón szerezte meg. 2022. július 1-jén a lehetőséggel élve a Szpartak Moszkvához szerződött.

### A válogatottban
Martins 2014-ben debütált a luxemburgi válogatottban. Először a 2014. szeptember 8-ai, Fehéroroszország elleni mérkőzésen lépett pályára. Első válogatott gólját pontosan négy évvel később 2018. szeptember 8-án, a Moldova ellen 4–0-ra megnyert Nemzetek Ligája mérkőzésen szerezte.

## Statisztika
2022. szeptember 4. szerint.
| Klub                          | Szezon   | Bajnokság                    | Bajnokság | Bajnokság | Kupa  | Kupa  | Nemzetközi | Nemzetközi | Összesen | Összesen |
| Klub                          | Szezon   | Bajnokság                    | Mérk.     | Gólok     | Mérk. | Gólok | Mérk.      | Gólok      | Mérk.    | Gólok    |
| ----------------------------- | -------- | ---------------------------- | --------- | --------- | ----- | ----- | ---------- | ---------- | -------- | -------- |
| Racing FC                     | 2012–13  | Luxembourg National Division | 8         | 0         | 0     | 0     | 0          | 0          | 8        | 0        |
| Lyon                          | 2017–18  | Ligue 1                      | 2         | 0         | 0     | 0     | 0          | 0          | 2        | 0        |
| Bourg-en-Bresse (kölcsönben)  | 2017–18  | Ligue 2                      | 17        | 1         | 5     | 0     | 0          | 0          | 22       | 1        |
| Troyes (kölcsönben)           | 2018–19  | Ligue 2                      | 30        | 2         | 1     | 0     | 0          | 0          | 31       | 2        |
| Young Boys                    | 2019–20  | Super League                 | 22        | 2         | 3     | 1     | 3          | 0          | 28       | 3        |
| Young Boys                    | 2020–21  | Super League                 | 11        | 2         | 0     | 0     | 3          | 0          | 14       | 2        |
| Young Boys                    | 2021–22  | Super League                 | 15        | 0         | 1     | 0     | 10         | 0          | 26       | 0        |
| Young Boys                    | Összesen | Összesen                     | 48        | 4         | 4     | 1     | 16         | 0          | 68       | 5        |
| Szpartak Moszkva (kölcsönben) | 2021–22  | Premjer Liga                 | 10        | 1         | 4     | 0     | 0          | 0          | 14       | 1        |
| Szpartak Moszkva              | 2022–23  | Premjer Liga                 | 8         | 1         | 0     | 0     | 0          | 0          | 8        | 1        |
| Szpartak Moszkva              | Összesen | Összesen                     | 18        | 2         | 4     | 0     | 0          | 0          | 22       | 2        |
| Összesen                      | Összesen | Összesen                     | 123       | 9         | 14    | 1     | 16         | 0          | 153      | 10       |

### A válogatottban
| Válogatott | Év       | Pályára lépés | Gól |
| ---------- | -------- | ------------- | --- |
| Luxemburg  | 2014     | 4             | 0   |
| Luxemburg  | 2015     | 6             | 0   |
| Luxemburg  | 2016     | 7             | 0   |
| Luxemburg  | 2017     | 8             | 0   |
| Luxemburg  | 2018     | 8             | 1   |
| Luxemburg  | 2019     | 5             | 0   |
| Luxemburg  | 2020     | 2             | 0   |
| Luxemburg  | 2021     | 9             | 0   |
| Luxemburg  | 2022     | 6             | 0   |
| Összesen   | Összesen | 55            | 1   |

#### Góljai a válogatottban
| # | Időpont             | Helyszín                                  | Ellenfél | Gólok | Eredmény | Kiírás                       |
| - | ------------------- | ----------------------------------------- | -------- | ----- | -------- | ---------------------------- |
| 1 | 2018. szeptember 8. | Stade Josy Barthel, Luxembourg, Luxemburg | Moldova  | 4–0   | 4–0      | 2018–2019-es Nemzetek Ligája |

## Sikerei, díjai
Young Boys
- Super League
  - Bajnok (2): 2019–20, 2020–21

- Svájci kupa
  - Győztes (1): 2019–20

## Fordítás
Ez a szócikk részben vagy egészben  a   Christopher Martins című angol Wikipédia-szócikk fordításán alapul.  Az eredeti cikk szerkesztőit annak laptörténete sorolja fel. Ez a jelzés csupán a megfogalmazás eredetét és a szerzői jogokat jelzi, nem szolgál a cikkben szereplő információk forrásmegjelöléseként.